# Arierang
Arierang is de vereniging voor Koreaans geadopteerden in Nederland. 
Internationale adoptie uit Zuid-Korea begon in Nederland in 1969. Vanaf eind jaren zestig tot en met 2003 zijn er ongeveer 4,100 kinderen vanuit Zuid-Korea in Nederland geadopteerd via Korea Social Service in Zuid-Korea en Stichting Interlandelijke Adoptie (later Wereldkinderen) in Nederland. 
Arierang is ontstaan in 1991 onder leiding van Myong Sook Flikweert en is statutair opgericht op 28 mei 1993. De vereniging is medeoprichter en onderdeel van International Korean Adoptee Associations (IKAA). 
De leden en het bestuur van Arierang zijn geadopteerden uit Zuid-Korea woonachtig in Nederland.
Arierang organiseert regelmatig activiteiten voor en door haar leden zoals het nieuwjaarsfeest Seollal en het oogsfeest Chuseok en de landelijke borrel in Amsterdam.
De vereniging brengt onder eigen redactie een aantal keer per jaar het verenigingsblad, Uri Shinmun (='onze krant').
Tevens voorziet de vereniging zo veel mogelijk aan informatie aan leden over Korea en adoptie. 
In 2006 heeft het bestuur van Arierang zich middels een online petitie sterk gemaakt voor het hanteren van leeftijdsgrenzen bij interlandelijke adoptie. In september 2008 bleek dat in totaal 206 mensen deze petitie hebben ondertekend. 
In 2009 heeft Arierang opgetreden als organisator voor de IKAA Gathering in Amsterdam. Een evenement waar 140 Koreaans geadopteerden uit 9 landen aanwezig waren.